# Въстание Мау Мау
Въстанието Мау Мау (1952 – 1960), известно още като въстанието на Мау Мау, извънредното положение в Кения и бунта на Мау Мау, е военен конфликт в британската колония Кения (1920 – 1963) между Кенийската армия за земя и свобода (KLFA), позната и като Мау Мау, и британските власти.
Доминирана от народите кикую, меру и ембу, KLFA привлича и представители на народите камба и масаи, които се бият срещу белите европейски заселници в Кения, британската армия и местния кенийски полк (включващ британски колонисти, местни спомагателни милиции, и пробритански настроени кикую).
Залавянето на бунтовническия лидер фелдмаршал Дедан Кимати на 21 октомври 1956 г. ознаменува поражението на Мау Мау и по същество прекратява британската военна кампания. Въстанието обаче оцелява до независимостта на Кения от Великобритания, водено главно от части, включващи представители на меру, водени от фелдмаршал Муса Мвариама и генерал Баймунги. Баймунги, един от последните генерали на Мау Мау, е убит малко след като Кения постига независимост.
KLFA не успява да привлече широка обществена подкрепа. Франк Фюреди, във „Войната на Мау Мау в перспектива“, предполага, че това се дължи на британската политика на разделяй и владей. Движението Мау Мау остава вътрешно разделено, въпреки опитите за обединяване на фракциите. Междувременно британците прилагат разработената стратегия и тактика за потискане на въстаниците, доказала се като успешна в малайската извънредна ситуация (1948 – 60). Въстанието Мау Мау създава разрив между европейската колониална общност в Кения и населението във Великобритания, а също така и води до насилствени разделения в общността на кикую. „Голяма част от борбата прониза самите африкански общности, вътрешна война, водена между бунтовници и така наречените „лоялисти“-африканци, които взеха страната на правителството и се противопоставиха на Мау Мау.“  Потискането на въстанието Мау Мау струва на Великобритания 55 милиона паунда и причинява най-малко 11 000 жертви, като някои оценки са значително по-високи. Това включва 1090 екзекуции в края на войната, най-масовото 
прилагане на смъртно наказание в историята Британската империя.

### Цитирана литература
- Branch, Daniel (2009). Defeating Mau Mau, Creating Kenya: Counterinsurgency, Civil War, and Decolonization. New York, NY: Cambridge University Press. ISBN 978-0-521-13090-5.
- Füredi, Frank (1989). The Mau Mau War in Perspective. London: James Currey; Nairobi: Heinemann Kenya; Athens, OH: Ohio University Press. ISBN 978-0-821-40940-4.
- Gerlach, Christian (2010). Extremely Violent Societies: Mass Violence in the Twentieth-Century World. Cambridge: Cambridge University Press. ISBN 978-0-521-88058-9.
- Maloba, Wunyabari O. (1998) [1993]. Mau Mau and Kenya: An Analysis of a Peasant Revolt. (revised ed.). Bloomington, IN: Indiana University Press. ISBN 978-0-852-55745-7.
- Mumford, Andrew (2012). The Counter-Insurgency Myth: The British Experience of Irregular Warfare. Abingdon: Routledge. ISBN 978-0-415-66745-6.

|  | Тази страница частично или изцяло представлява превод на страницата Mau Mau rebellion в Уикипедия на английски. Оригиналният текст, както и този превод, са защитени от Лиценза „Криейтив Комънс – Признание – Споделяне на споделеното“, а за съдържание, създадено преди юни 2009 година – от Лиценза за свободна документация на ГНУ. Прегледайте историята на редакциите на оригиналната страница, както и на преводната страница, за да видите списъка на съавторите. ВАЖНО: Този шаблон се отнася единствено до авторските права върху съдържанието на статията. Добавянето му не отменя изискването да се посочват конкретни източници на твърденията, които да бъдат благонадеждни. |